# Heini Müller
Heini Müller (desconhecida - morreu em data desconhecida) foi um Goleiro de futebol suíço. 